# غورمانجي سينغ
غورمانجي سينغ (25 يناير 1986 بايمفال غرب في الهند - ) هو لاعب كرة قدم هندي في مركزي قلب الدفاع والدفاع. شارك مع منتخب الهند تحت 23 سنة لكرة القدم ومنتخب الهند لكرة القدم. أما مع النوادي، فقد لعب مع سبورتينغ غوا ونادي تشرتشل براذرز ونادي تشينايين ونادي ديمبو ونادي موهون باغان وUnited SC ‏ وMahindra United FC ‏ ونادي مدينة بونه لكرة القدم وBharat FC ‏ وRangdajied United FC ‏.

## وصلات خارجية
- غورمانجي سينغ على موقع الاتحاد الدولي (مؤرشف)  (الإنجليزية)
- غورمانجي سينغ على موقع قاعدة بيانات كرة القدم.إي يو (الإنجليزية)
- غورمانجي سينغ على موقع ناشيونال فوتبول تيمز (الإنجليزية)
- غورمانجي سينغ على موقع Soccerway.com (الإنجليزية)
- غورمانجي سينغ على موقع عالم كرة القدم.نت (الإنجليزية)